# Котенко Павло Ігорович
Павло́ І́горович Коте́нко (* 1990) — старший лейтенант Збройних сил України, учасник російсько-української війни.

## Життєпис

### Освіта
- 2008—2012 — Академія сухопутних військ ім. Сагайдачного, спеціальність «Управління діями підрозділів танкових військ».
- 2015—2016 — Львівська політехніка

### Служба в ЗСУ
У 2012—2015 роках був командиром взводу у Львові.
2014 року брав участь у бойових діях в складі 25-ї бригади, поранений. Терористи полонили та перевезли до Ростовської області.
Станом на грудень 2015 року — викладач циклової комісії технічної підготовки, відділення підготовки водіїв та механіків-водіїв, 184-й навчальний центр.

### Робота
- Січень 2015 — квітень 2016—184 Навчальний Центр ЗСУ, Львів (професійна підготовка військовослужбовців)
- Серпень 2017 — лютий 2018 — юрист.
- З лютого 2018 року працює помічником адвоката в київському адвокатському об'єднанні[1].

## Нагороди
За мужність і героїзм у захисті державного суверенітету та територіальної цілісності України, вірність військовій присязі під час російсько-української війни, нагороджений
- 27 червня 2015 року — орденом «За мужність» III ступеня.